# Arquillos
Arquillos – gmina w Hiszpanii, w prowincji Jaén, w Andaluzji, o powierzchni 66,24 km². W 2011 roku gmina liczyła 1970 mieszkańców.